# Olsen Peak, Västantarktis
Olsen Peak är en bergstopp i Västantarktis, 2 140 meter över havet, eller 427 meter över den omgivande terrängen. Bredden vid basen är 2,2 km.
Terrängen runt Olsen Peak är kuperad åt sydost, men åt nordväst är den platt. . Chile gör anspråk på området.